# Benedykt Kocot
Benedykt Kocot (n. 11 aprilie 1954, Chrząstowice⁠(d), Opole County⁠(d), Voievodatul Opole, Polonia) este un ciclist polonez, medaliat olimpic. A participat la 3 ediții ale Jocurilor Olimpice (1972, 1976, 1980) în care a câștigat o medalie de bronz.